# Президентские выборы в Бангладеш (1986)
Президентские выборы 1986 в Бангладеш состоялись 15 октября 1986.
К участию в выборах было допущено 12 кандидатов, победу одержал действующий президент Хуссейн Мохаммад Эршад, который набрал 84,1 % голосов. Явка избирателей была 54,9 %.

## Результаты выборов
| Кандидат                    | Партия                      | Число поданых голосов | %    |
| --------------------------- | --------------------------- | --------------------- | ---- |
| Хуссейн Мохаммад Эршад      | Джатья партия               | 21 795 337            | 84.1 |
| Маулана Мохаммедулла        | Независимый кандидат        | 1 510 456             | 5.8  |
| Сайед Фарук Рахман          | Партия свободы Бангладеш    | 1 202 303             | 4.6  |
| Девять остальных кандидатов |                             | 1 408 195             | 5.4  |
| Недействительных бюллетеней | Недействительных бюллетеней | 380 745               | -    |
| Всего                       | Всего                       | 26 297 337            | 100  |
| Источник: Nohlen и др.      |                             |                       |      |